# Займёмся любовью (фильм, 2002)
«Займёмся любовью» — российский кинофильм 2002 года, снятый режиссёром Денисом Евстигнеевым по сценарию Арифа Алиева.

## Сюжет
Игорь Тюленев (по прозвищу Тюлень) — неудачливый в любви студент-первокурсник. Опытный сосед Толик пытается советами помочь Игорю «размочить сухой счёт». В общежитии обитает множество симпатичных девушек, и вслед за чередой различных забавных, удивительных и трагических ситуаций жизнь Игоря постепенно меняется.
Первая такая ситуация началась во время концерта в общежитии. Толик попытался поговорить со своей бывшей девушкой Лизой (они расстались из-за того, что он отказался жениться на ней), однако она уклонилась от ответа на его вопрос, позвав к себе Игоря. Позже Игорь и Лиза уединились в комнате последней, где стали целоваться, но половой акт у них не получился из-за волнения Игоря. Позднее Толик советует Игорю взять себе проститутку, чтобы восстановить репутацию в общежитии. Однако на это Тюленеву не хватает денег, он берёт деньги в долг, начинает подрабатывать. Во время подработки маляром он разговорился с лаборанткой Мариной, но его рассуждения о любви ей не понравились и она прервала разговор. Не найдя достаточного количества денег, Игорь предлагает одной из проституток переспать с ним за сумму, превышающую ту, которую она получит на своей работе, но она отказывает ему, а её муж избивает его и забирает деньги. После этого Игорь пришёл к однокурснику Постникову на его съёмную квартиру и рассказал о своей проблеме. Постников предлагает ему секс с армейскими медсёстрами. Они приходят на пункт призывников, однако Игорь случайно попадает в ряды призывников, пытается сбежать оттуда, но его арестовывает милиционер. Позднее Постников забирает его из отделения милиции. Они приходят в общежитие. Там Игорь узнаёт, что Лиза позвала всех на свою свадьбу. Толик начинает ревновать, устраивает скандал в институте. Тем не менее он приходит на свадьбу. Пришедший туда Игорь, по совету Постникова, рассчитывает познакомиться с кем-нибудь. Лиза отходит к Толику, обещает приехать к нему на следующий день. Их разговор заканчивается сексом в туалете, там их застаёт охранник, однако они отбиваются от него и убегают. Жених Лизы мстит: сама невеста была убита, Толик сильно избит. В ответ на это Игорь испортил один из троллейбусов жениха Лизы. Позднее Игорь рассказывает Постникову о своей «знакомой» Марине, с которой они говорили, когда он подрабатывал маляром. Студенты вычисляют место работы Марины, находят её саму. С ней Игорю удаётся начать встречаться.

## В ролях
| Актёр                | Роль             |
| -------------------- | ---------------- |
| Кирилл Малов         | Игорь Тюленев    |
| Ульяна Лукина        | Марина           |
| Андрей Новиков       | Толик «Точило»   |
| Евгений Цыганов      | Постников        |
| Ева Коломиец         | Лиза «Лиска»     |
| Антонина Комиссарова | Люба             |
| Ольга Левкова        | Алла             |
| Галина Солодовникова | Катя             |
| Александр Аблязов    | жених Лизы       |
| Валентина Березуцкая | мать жениха Лизы |
| Евгений Князев       | преподаватель    |
| Фёдор Добронравов    | таксист          |
| Елена Чарквиани      | сутенёрша        |
| Анастасия Цветаева   | проститутка      |
| Эдуард Гимпель       | Эрик Маркович    |

## Критика
В рецензии российского интернет-портала «Film.ru» фильм получил оценку 6 из 10. Отмечено, что режиссер фильма Денис Евстигнеев «снял махровую мелодраму как практически образцовое "синема верите". Как бы никаких обязательных для махры "глубинных мизансцен" с "внутрикадровыми отношениями", зато максимум сиюминутных узнаваемых деталей». Согласно рецензии, «сценарист Ариф Алиев написал на самом деле образцовую мелодраму в духе ремарковских "Трех товарищей"».  Еще отмечено, что на роли подобраны актеры соответствующего ролям возраста или те, «кто под них еще может косить легко». После монтажа сцен ритм получился «редкостно ударный». Еще положительно оценена работа оператора Игоря Клебанова. Отмечено, что в фильме «свежо и ново» следующее: «норма взросления включает в себя первый сексуальный опыт».